# Krzeszowice
Krzeszowice (německy Kressendorf) jsou město v jižním Polsku v Malopolském vojvodství v okrese Krakov. Nachází se ve středu geografického celku (geologického příkopu) Rów Krzeszowicki. V roce 2024 zde žilo 9 743 obyvatel.

## Osobnosti
- Andrzej Adamcyk (* 1959), politik, ministr infrastruktury
- Agnieszka Czopek (* 1964), plavkyně
- Napoleon Louis von Wawel (1861–1934), rakousko-uherský politik a diplomat
- Andrzej Kazimierz Potocki (1861–1908), rakouský šlechtic s polskými kořeny
- Artur Władysław Potocki (1850–1890), rakouský šlechtic s polskými kořeny
- Felicjan Szopski (1865–1939), skladatel a klavírista
- Kazimierz Wyka (1910–1975), literární historik a kritik